# Sinfonía n.º 1 (Elgar)

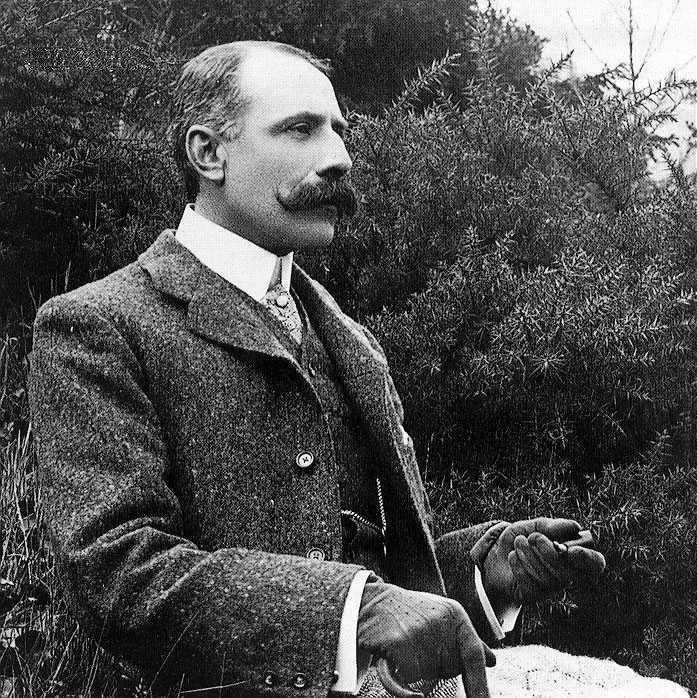
Elgar hacia 1905.

La Sinfonía n.º 1 en la bemol mayor, Op. 55 fue compuesta por Edward Elgar entre 1907 y 1908. La obra está dedicada a Hans Richter, que además fue el director de orquesta en el estreno. Se trata de la primera de las dos sinfonías completas del maestro inglés.

## Historia

### Contexto
Unos diez años antes de crear su primera sinfonía, a Elgar le seducía la idea de escribir una sinfonía para homenajear al general Charles George Gordon, al igual que la Sinfonía Eroica de Beethoven estaba destinada a rendir tributo a Napoleón Bonaparte. En 1899 envió una carta a su amigo August Jaeger (el «Nimrod» de las Variaciones Enigma) en la que le decía: «Ahora en cuanto a Gordon: la cosa me posee, pero no puedo escribirla todavía». Tras completar su oratorio The Kingdom en 1906, Elgar tuvo un breve periodo de inactividad. Después de cumplir 50 años, retomó las composiciones de su infancia, a las que dio nueva forma en las suites The Wand of Youth (La varita de la juventud) en el verano de 1907.

### Composición
La composición de la obra se desarrolló entre 1907 y 1908. Comenzó a trabajar en una sinfonía y cuando se fue a pasar el invierno en Roma prosiguió con ella, hasta terminar el primer movimiento. A su regreso a Inglaterra, trabajó en el resto de la sinfonía durante el verano de 1908. El maestro había abandonado la idea de una sinfonía "Gordon", para decantarse por una obra no programática en absoluto. Había pasado a considerar la música abstracta como la cúspide de la composición orquestal. En 1905 dio una conferencia sobre la Sinfonía n.º 3 de Brahms, en la que afirmó que cuando la música era una mera descripción de otra cosa estaba conduciendo un gran arte algo más lejos de lo que a él le interesaba. Pensaba que la música, como arte sencillo, alcanzaba su máximo esplendor cuando era simple, sin descripciones, como en el caso de la sinfonía de Brahms. La primera página del manuscrito lleva el título: "Symphony for Full Orchestra, Op. 55" (Sinfonía para orquesta completa, Op. 55).
La dedicatoria que figura en la partitura es "To Hans Richter, Mus. Doc. true artist and true friend" (A Hans Richter, Mus. Doc. verdadero artista y verdadero amigo).

### Estreno, primeras interpretaciones y publicación

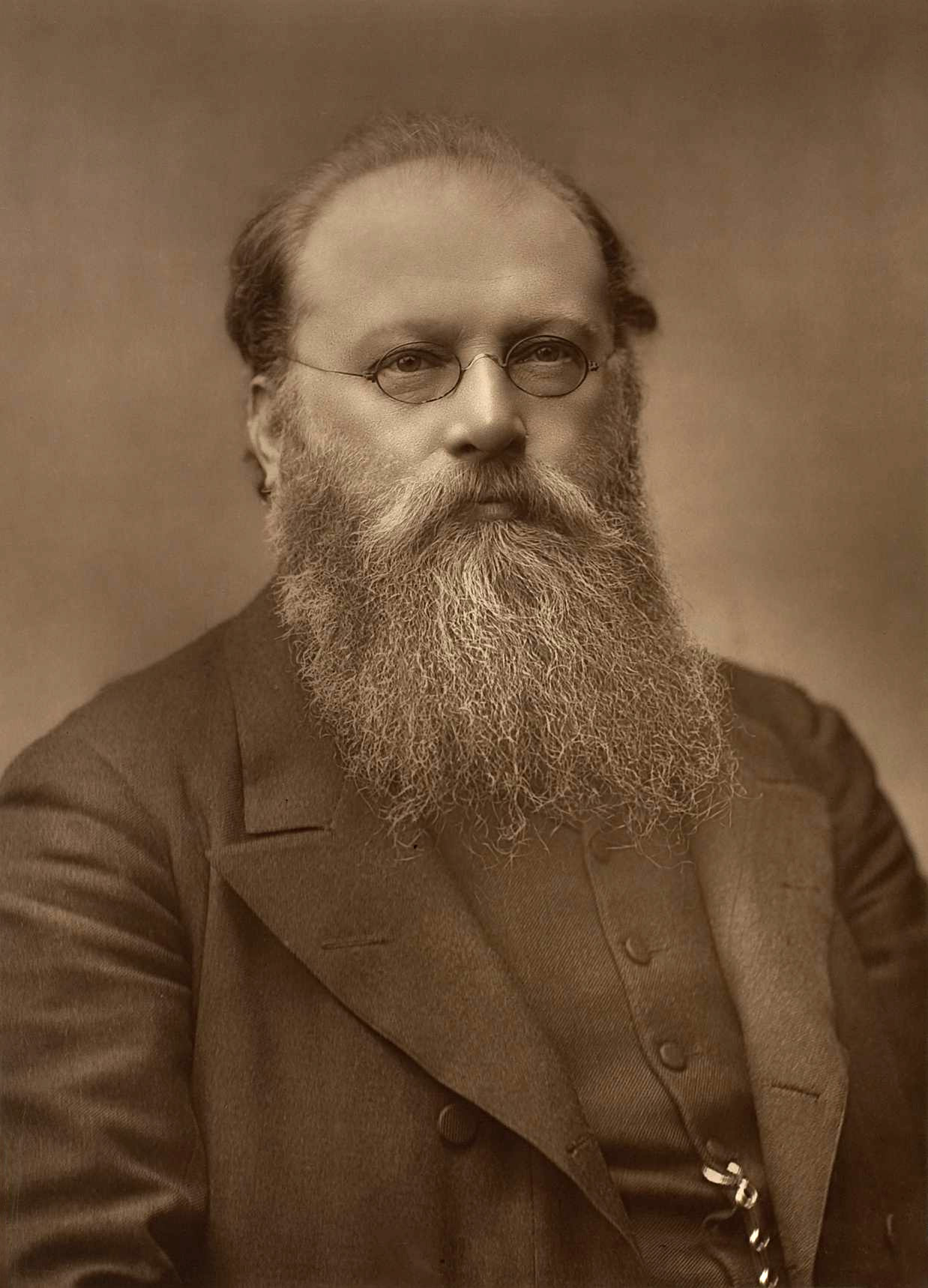
Hans Richter, dedicatario de la pieza y director del estreno.

El estreno se celebró el 3 de diciembre de 1908 en el Free Trade Hall de Mánchester con la interpretación de la Orquesta Hallé bajo la batuta de Hans Richter.
La primera interpretación en Londres tuvo lugar cuatro días después, en el Queen's Hall, con la Orquesta Sinfónica de Londres también dirigida por Richter. En el primer ensayo para el concierto de Londres, Richter se dirigió a la orquesta: «Caballeros, ensayemos ahora la mayor sinfonía de los tiempos modernos, escrita por el mayor compositor moderno, y no sólo de este país». William Henry Reed, que tocaba en la LSO en aquel concierto, recordaba: «Al llegar al Adagio, [Richter] habló casi con el sonido de las lágrimas en su voz y dijo: “¡Ah! este es un Adagio de verdad - un Adagio como el que Beethoven habría escrito”».
En poco más de un año hubo un centenar de representaciones en todo el mundo. Pocas semanas después del estreno, la sinfonía se interpretó en Nueva York con Walter Damrosch, en Viena con Ferdinand Löwe, en San Petersburgo con Aleksandr Ziloti y en Leipzig con Arthur Nikisch. También se interpretó en Chicago, Boston, Toronto y 15 ciudades británicas. En febrero de 1909 la Orquesta Filarmónica de Nueva York había ofrecido otras dos representaciones en el Carnegie Hall y había llevado la obra a «algunas de las mayores ciudades del interior... Es dudoso que alguna obra sinfónica haya despertado tanto interés desde la Patética de Chaikovski». En el mismo periodo, la obra se presentó seis veces en Londres, bajo la batuta de Richter, de Henry Wood y del propio compositor. 
La primera edición de la pieza fue llevada a cabo en 1908 por la editorial Novello en Londres.

## Instrumentación

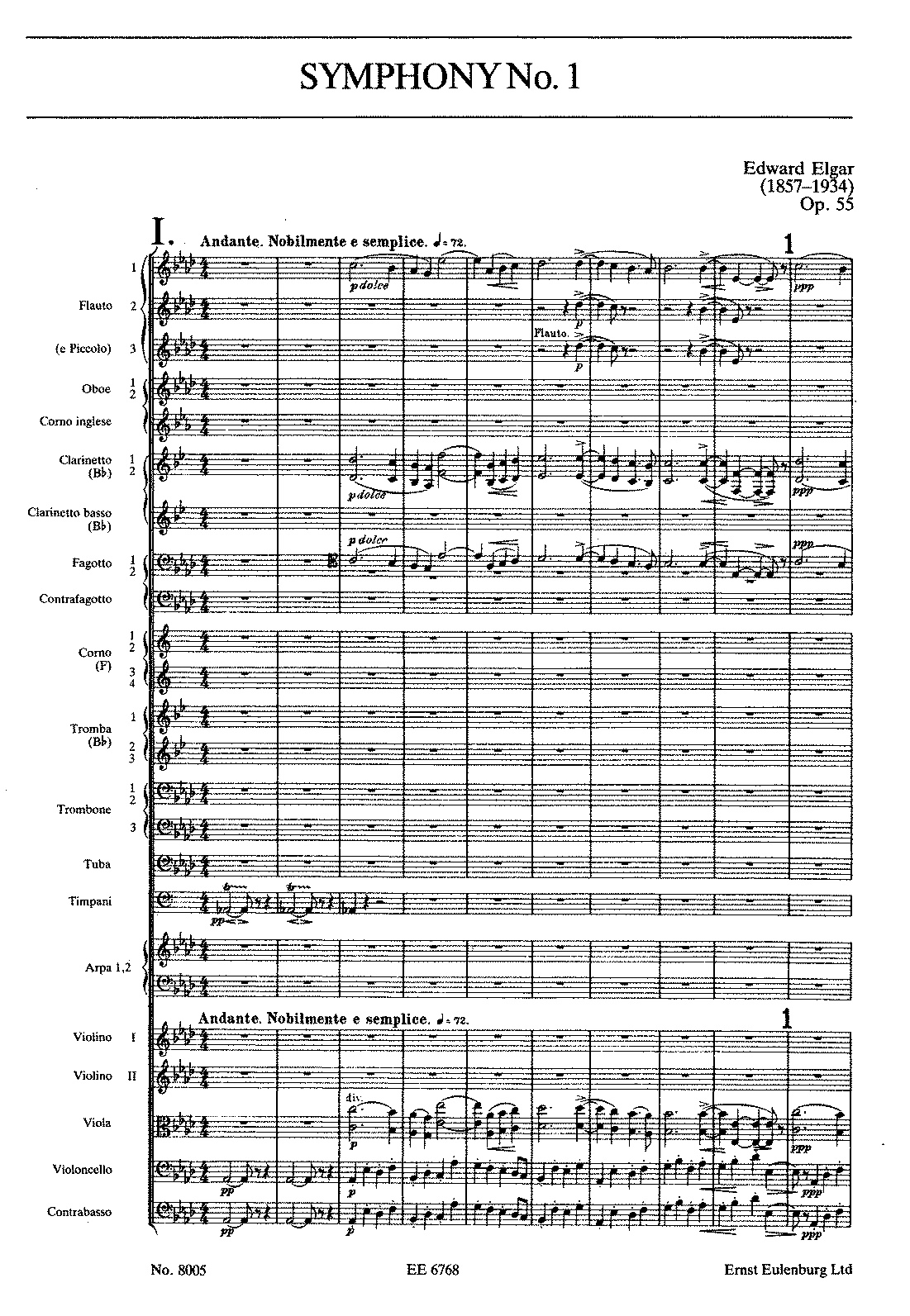
Primera página de la partitura.

La partitura está escrita para una orquesta formada por:
- Viento madera: 3 flautas (la tercera doblando al flautín), 2 oboes, 1 corno inglés, 2 clarinetes en la y si bemol, 1 clarinete bajo en la y si bemol, 2 fagotes, 1 contrafagot.
- Viento metal: 4 trompas en fa, 2 trompetas en si bemol, 3 trombones, 1 tuba.
- Percusión: timbales, bombo, caja, platillos.
- Cuerda: 2 arpas y una sección de cuerdas con violines I y II, violas, violonchelos y contrabajos.

## Estructura y análisis
La sinfonía consta de cuatro movimientos:
- I. Andante. Nobilmente e semplice – Allegro, en la bemol mayor 4
4
- II. Allegro molto, en la mayor 1
2
- III. Adagio, en si menor 4
8
- IV. Lento – Allegro, en fa mayor 4
4

La interpretación de esta obra dura aproximadamente entre 45 y 55 minutos. Es una obra profundamente personal y en cierto modo enigmática. Al compositor Walford Davies le escribió: «No hay ningún programa más allá de una amplia experiencia de la vida humana con una gran caridad (amor) y una enorme esperanza en el futuro» y que debía ser interpretada «elástica y místicamente». Al crítico musical Ernest Newman le escribió que la nueva sinfonía no tenía nada que ver con Gordon.  Aunque no es una pieza programática, la música permite vislumbrar el mundo privado de recuerdos, sentimientos y lugares de Elgar, ya que cada nota es característica de su creador.

### I.Andante. Nobilmente e semplice – Allegro
El primer movimiento, Andante. Nobilmente e semplice – Allegro, está escrito en la tonalidad de la bemol mayor y en compás de 4/4. Estructuralmente sigue la forma sonata tradicional, con dos temas principales, un desarrollo y una recapitulación. Elgar emplea su indicación preferida de "nobilmente" (noblemente), esta vez acompañada por "e semplice" (y sencillo). Se abre con una solemne melodía de marcha con algo de la naturaleza ceremonial del estilo imperial del maestro inglés. La tonalidad elegida resulta insólita para una sinfonía. Esto conduce a una serie de motivos temáticos, entre los que se encuentra un breve tema recurrente que se retoma en varias ocasiones y de diversas maneras a lo largo de toda la sinfonía. Este tema recurrente hace que la sinfonía adopte una forma cíclica debido a que regresará en el Finale para una declaración grandiosa tras varias transformaciones a lo largo de la obra. Algunas de las ideas son poco más que fragmentos que, a medida que se desarrolla la obra, pasarán por una serie de transformaciones, variaciones y evocaciones pasajeras. Un episodio apacible presentado por los violines es repetido por las maderas, tras lo cual el movimiento adquiere un carácter cada vez más agitado. La melodía de marcha de la primera sección resurge en lo que parece una recapitulación convencional. Pero aquí se prolonga en una mágica meditación sobre temas precedentes con una brillante escritura para violines, violas y arpas que se extiende gradualmente por toda la orquesta hasta que el tema recurrente vuelve a sonar triunfante en las trompas y trompetas. Se cierra en calma, en "un efecto de mágica quietud".
Elgar en una carta a Ernest Newman fechada el 4 de noviembre de 1908 escribió: «el tema de apertura pretende ser sencillo y, en intención, noble y elevador... el tipo de llamada ideal -en el sentido de persuasión, no de coacción u orden- y algo por encima de las cosas cotidianas y sórdidas». El musicólogo Michael Kennedy escribe: «No se puede decir que sea un lema, pero es una idée fixe, y tras su primera declaración tranquila, la orquesta al completo la repite en fortissimo. Regresa con suavidad a las maderas y las violas y cambia bruscamente a re menor, una extraordinaria elección de tonalidad para el primer allegro de una sinfonía en la bemol mayor». Para el director de orquesta Adrian Boult, el choque de tonalidades se debió a que alguien apostó con el maestro inglés a que no podía componer una sinfonía en dos tonalidades a la vez. Reed especula que la elección de re menor por parte del compositor era un gesto que iba contra las normas académicas. También se ha especulado con que el contraste pretendía representar las dos caras de la personalidad de Elgar: por un lado, el exitoso y popular "bardo del imperio" se escucha en el noble motivo inicial, en contraposición a las preocupaciones internas que le atormentaban sin cesar.

### II.Allegro molto
El segundo movimiento, Allegro molto, está en la mayor y en compás de 1/2. Es un movimiento enérgico, aunque Elgar no lo denominó Scherzo. Cuando el compositor dirigía esta obra, solicitaba a la orquesta que la tocara "como algo que se oye junto al río". Reed lo califica de "vivaz". Kennedy, entre otros, lo han encontrado inquieto e incluso siniestro en algunos pasajes. Arranca con la típica fanfarronería elgariana, seguida de una sección más sosegada orquestada con una maravillosa ligereza y soltura. Una sección central, en si bemol mayor, se encuentra en la estela de La varita de la juventud de Elgar. A medida que se acerca a la conclusión se ralentiza. Ráfagas de melodía crean una atmósfera encantadora, pero empiezan a producirse cambios misteriosos que anuncian el calmado movimiento siguiente.
A pesar de sus tempi contrastantes y tonalidades diferentes, el primer tema de este Allegro se transforma en el tema principal del Adagio siguiente, salvo el compás 7 del movimiento lento, en el que se omite la nota la superior y la forma se ve ligeramente modificada. Según Reed, «alguien tuvo una vez la temeridad de preguntar a Elgar qué versión, el allegro o el adagio, fue escrita primero; pero la pregunta no fue muy bien recibida y no se siguió con el tema.»

### III.Adagio
El tercer movimiento, Adagio, está en si menor y en compás de 4/8. Marcado como Espressivo e dolce. El director del estreno y dedicatario de la pieza, Hans Richter, lo llamó «un Adagio como el que Beethoven podría haber escrito». Para Kennedy, el Adagio es «único entre los movimientos lentos de Elgar por la ausencia de ese anhelo angustioso que suele encontrarse en sus pasajes más apacibles. Aquí no hay angustia, sino una tranquilidad benefactora...». Según Roy Brewer, es quizá el más hermoso de todos los movimientos lentos de Elgar, un ensueño pastoral mantenido que evoca la campiña de Herefordshire que el compositor conocía y amaba. El segundo tema sigue en esa línea serena, y termina con lo que Reed llama «el asombroso efecto de los trombones con sordina en los últimos cinco compases... como una voz de otro mundo».

### IV.Lento – Allegro
El cuarto y último movimiento, Lento – Allegro, se inicia en re menor y el compás es 4/4. El Finale empieza con una introducción, marcada Lento, que expone una repetición pausada de uno de los temas subsidiarios del primer movimiento, mostrando a Elgar en «uno de sus estados de ánimo más soñadores y misteriosos.» Regresan los espíritus agitados, esta vez con un trasfondo espeluznante. Le sigue un agitado Allegro, con una sucesión de temas que incluye un «ritmo de marcha impulsivo».De un modo que recuerda la transformación motívica entre el segundo y el tercer movimiento, este material se escucha después a media velocidad acompañado de arpegios de arpa y con una melodía lírica para las cuerdas. La atmósfera fantasmagórica se disipa con el tema de marcha del movimiento inicial, que adquiere mayor impulso hacia los compases finales. En ese punto los violines y los metales brincan exultantes en vertiginosos ritmos en cruz. Alcanza su clímax y termina con el tema recurrente de apertura de la sinfonía que regresa «orquestado con brillante esplendor» para llevar la obra a una conclusión «triunfante y confiada». La orquesta se une para reafirmar la "inmensa esperanza" que subyace en el corazón de la obra.

## Recepción de la obra
Era bien sabido que Elgar llevaba más de diez años planeando una sinfonía, y el anuncio de que por fin la había terminado despertó un enorme interés. La acogida de la crítica fue entusiasta y la respuesta del público, sin precedentes. Asistió al estreno el crítico musical Neville Cardus, que entonces era un joven de 20 años, se situó al fondo de la sala y «escuchó emocionado cómo la amplia y larga melodía de apertura desfilaba ante nosotros... amplia como la ancha espalda de Hans Richter». En su primer año de existencia se dieron más de 100 interpretaciones públicas de esta obra en Europa y Norteamérica y fue ampliamente aclamada como la primera gran sinfonía británica. A continuación se recogen algunas de las valoraciones en diferentes periódicos y revistas de la época:
- The Musical Times dijo en 1909: «Afirmar que la Sinfonía de Elgar ha logrado un éxito inmediato y fenomenal es la pura verdad».[14] Esta misma revista publicó un resumen de los comentarios de la prensa sobre la sinfonía.[15]
  - The Daily Telegraph afirmó: «La belleza temática es abundante. Es exquisita en el adagio y en el primer y segundo allegros, este último una especie de scherzo; cuando el impulso rítmico, la fuerza y la pasión están en su punto álgido, cuando la música se vuelve casi frenética en su soberbia energía, la sensación de pura belleza sigue siendo fuerte.»
  - The Morning Post escribió: «Esta es una obra para el futuro, y permanecerá como un legado para las generaciones venideras; en ella están la elevación y la nobleza que indican una obra maestra, aunque su plena apreciación sólo será de los más serios de mente; hoy la reconocemos como una posesión de la que estar orgullosos.»
  - Evening Standard comentó: «Aquí tenemos al verdadero Elgar: firme, tierno, sencillo, con una simplicidad fruto de una expresión inevitable. (...) El compositor ha escrito una obra de rara belleza, sensibilidad y humanidad, una obra comprensible para todos.»
- The Observer fue la única voz discrepante entre los principales periódicos y por esta razón The Musical Times se abstuvo de citarla en su resumen. Se quejaba de que la pieza derivaba de Mendelssohn, Brahms y Wagner, y pensaba que el tema del movimiento lento era «material barato prefabricado». Admitía, sin embargo, que «la orquestación de Elgar es tan magníficamente moderna que el vestido disimula el esqueleto».[16]
- The Times elogió la pieza así: «Una gran obra de arte, elevada en su concepción y sincera en su expresión, que debe erigirse como un hito en el desarrollo de la joven escuela de música inglesa.» Este mismo periódico observó la influencia de Wagner y Brahms: «Hay reminiscencias características de Parsifal... y rítmicamente el tema principal parece un vástago de Brahms», pero concluyó que «no es sólo una obra original, sino una de las más originales e importantes que se han añadido al acervo de la música reciente.»[17]
- The Manchester Guardian, publicó la opinión de Samuel Langford que describía la composición como «sublime... la obra es la más noble jamás escrita para instrumentos por un compositor inglés».[18]
- The New York Times, que también detectó la influencia de Parsifal y, en el Finale, de Aida de Verdi, calificó la sinfonía de «obra de tal importancia que los directores no la dejarán caer a la ligera.»[19]

En la actualidad las orquestas británicas programan esta sinfonía con regularidad y también aparece ocasionalmente en los programas de conciertos de Europa continental y Norteamérica. 

## Discografía selecta
La primera grabación completa de la sinfonía se hizo en 1931 bajo la dirección del compositor en el sello His Master's Voice, del grupo EMI. Fue originalmente publicada en discos fonográficos de 78 rpm., se reeditó en LP en 1970 y en CD en 1992 como parte de la "Elgar Edition" de EMI con todas las grabaciones eléctricas de la producción del compositor. A partir de 1931 la obra no recibió más grabaciones para gramófono hasta la de Adrian Boult en 1950, que fue transferida a LP en 1953 y a CD en 2001 en Testament. Durante la década de 1950 sólo hubo otra nueva grabación de la sinfonía, y en la década de 1960 sólo hubo dos. En la década de 1970 hubo cuatro nuevas grabaciones. En los ochenta, seis, y en los noventa, doce. En la primera década del siglo XXI se publicaron diez nuevas grabaciones.
El programa radiofónico Building a Library de BBC Radio 3 ha emitido una revisión comparativa de las grabaciones disponibles, ha analizado la sinfonía en tres ocasiones desde la década de 1980. The Penguin Guide to Recorded Classical Music, en su edición de 2008, contiene dos páginas con reseñas de grabaciones de la obra. Las grabaciones recomendadas tanto por la BBC como por The Penguin Guide son la de Boult con la Filarmónica de Londres en 1977 y la de Vernon Handley con la misma orquesta en 1979.
| Año  | Dirección          | Orquesta                                          | Discográfica   |
| ---- | ------------------ | ------------------------------------------------- | -------------- |
| 1931 | Edward Elgar       | Orquesta Sinfónica de Londres                     | HMV            |
| 1950 | Adrian Boult       | Orquesta Filarmónica de Londres                   | EMI; Testament |
| 1957 | John Barbirolli    | Orquesta Hallé de Mánchester                      | Pye; Dutton    |
| 1963 | John Barbirolli    | Orquesta Philharmonia                             | EMI            |
| 1968 | Adrian Boult       | Orquesta Filarmónica de Londres                   | Lyrita         |
| 1972 | Georg Solti        | Orquesta Filarmónica de Londres                   | Decca          |
| 1974 | Daniel Barenboim   | Orquesta Filarmónica de Londres                   | CBS            |
| 1976 | Alexander Gibson   | Royal Scottish National Orchestra                 | RCA            |
| 1977 | Adrian Boult       | Orquesta Filarmónica de Londres                   | EMI            |
| 1980 | Vernon Handley     | Orquesta Filarmónica de Londres                   | EMI            |
| 1983 | Bernard Haitink    | Orquesta Philharmonia                             | EMI            |
| 1986 | André Previn       | Royal Philharmonic Orchestra                      | Philips        |
| 1986 | Bryden Thomson     | Orquesta Filarmónica de Londres                   | Chandos        |
| 1989 | Yehudi Menuhin     | Royal Philharmonic Orchestra                      | Virgin         |
| 1991 | Charles Mackerras  | Orquesta Sinfónica de Londres                     | Decca          |
| 1991 | Leonard Slatkin    | Orquesta Filarmónica de Londres                   | RCA            |
| 1991 | Neville Marriner   | Academy of Saint Martin in the Fields             | Collins        |
| 1991 | Andrew Davis       | Orquesta Sinfónica de la BBC                      | Teldec         |
| 1992 | David Zinman       | Orquesta Sinfónica de Baltimore                   | Telarc         |
| 1993 | George Hurst       | Orquesta Filarmónica de la BBC                    | Naxos          |
| 1992 | Jeffrey Tate       | Orquesta Sinfónica de Londres                     | EMI            |
| 1996 | Colin Davis        | Orquesta Sinfónica de la BBC                      | RCA            |
| 2000 | Roger Norrington   | Orquesta Sinfónica de la Radio de Stuttgart       | Hänssler       |
| 2003 | Mark Elder         | Orquesta Hallé de Mánchester                      | Hallé          |
| 2006 | Colin Davis        | Orquesta Estatal Sajona de Dresde                 | Hänssler       |
| 2006 | Jeffrey Tate       | Orquesta Sinfónica de Melbourne                   | ABC            |
| 2006 | Richard Hickox     | BBC National Orchestra of Wales                   | Chandos        |
| 2007 | Martyn Brabbins    | Orquesta de la Radio Flamenca                     | Glossa         |
| 2009 | Vladímir Ashkenazi | Orquesta Sinfónica de Sídney                      | Exton          |
| 2010 | Andrew Davis       | Orquesta Philharmonia                             | Decca          |
| 2010 | Andrew Davis       | Orquesta Philharmonia                             | Signum         |
| 2014 | Edo de Waart       | Orquesta Sinfónica de Milwaukee                   | MSO Classics   |
| 2015 | Vasili Petrenko    | Real Orquesta Filarmónica de Liverpool            | Onyx           |
| 2016 | Daniel Barenboim   | Orquesta Estatal de Berlín                        | Decca          |
| 2016 | Antonio Pappano    | Orquesta de la Academia Nacional de Santa Cecilia | ICA Classics   |

## En la cultura popular
Esta obra ha sido incluida en diversas bandas sonoras de películas, programas de televisión, etc.

### Inclusión en bandas sonoras
- 1939 – The First Days, cortometraje de Robert Sinclair en cuya banda sonora figura esta sinfonía.
- 1984 – Greystoke, la leyenda de Tarzán, el rey de los monos, film dirigido por Hugh Hudson que también incluye esta sinfonía.
- 2005 – Wallace & Gromit: The Curse of the Were-Rabbit (La maldición de las verduras), película de animación en la que se escucha el movimiento inicial.